# Cavernulina grandiflora
Cavernulina grandiflora är en korallart som beskrevs av Jean-Loup d'Hondt 1984. Cavernulina grandiflora ingår i släktet Cavernulina och familjen Veretillidae. Inga underarter finns listade i Catalogue of Life.